# Dienas Lapa
Dienas Lapa (с латыш. — «Ежедневный листок») — социал-демократическая латышская газета, издававшаяся в Риге движением «Новое течение» и заложившая основу для создания одного из самых массовых отрядов российской социал-демократии — ЛСДРП. Одна из самых популярных латышских газет своего периода. Издавалась с 1886 по 1905 год и после перерыва с 1913 по 1914 год, а затем в 1918 году в Риге и в Петрограде.

## Социально-экономические предпосылки
Период издания газеты совпал со Второй промышленной революцией в России, которая характеризовалась быстрым ростом промышленности и городского населения, особенно в западных губерниях. Рига стада четвёртым крупнейшим индустриальным центром империи после Петербурга, Москвы и Варшавы. Число жителей Риги с 1881-го по 1897 год возросло с 169 300 до 282 200. В 1894 году в Лифляндской губернии работало 282 промышленных предприятия, на которых было занято 31 259 рабочих. О социальной защите пролетариата в то время в мире никто не заботился. Латышские политики и общественные деятели, группировавшиеся вокруг Рижского латышского общества, не интересовались положением бедноты. Нарастание социальных проблем и пассивность деятелей первой Атмоды (движения национального возрождения), сохранение привилегий немецких помещиков послужили основой для формирования нового общественно-интеллектуального течения, получившего название «Jaunā strāva» (Новое течение). Его рупором и стала газета.
Понятие «Новое течение» впервые было озвучено в статье Яниса Берзиньша «Новое течение в латышском народе», опубликованной в «Dienas Lapa» 11 июля 1889 года. Автор относил это понятие к латышским студентам и другим интеллектуалам, которые не отгораживаются от социально низших и малообразованных слоёв, а трудятся в их интересах, стараясь образовывать их и защищать их права. Понятия «Новое течение» до конца века использовалось относительно редко, формализовано это движение не было, однако к этому опыту стали обращаться после разгона его приверженцев в 1897 году и во время революции 1905 года.

## История
Газету учредило Рижское общество помощи латышским ремесленникам, члены которого не были так богаты, как в Рижском Латышском обществе. Поэтому политика газеты была направлена против богачей и представлявшего их общества.
Первый редактор газеты Фрицис Бергманис выражал идеи корпоративного социализма. Он первым опубликовал на латышском языке в 1884 году брошюру о положении латышских рабочих: "Работник фабрики в XIX столетии /«Fabrikas strādnieks 19. gadusimtenī».
После него бразды правления перенял юрист Петерис Стучка, который начал в газете легальную пропаганду социалистических, марксистских идей ещё до того, как она развернулась в центральной России. Он, а затем его единомышленник Янис Плиекшан (Райнис) опубликовали в газете ряд фундаментальных статей еще до того, как теорию социалистического строительства начали развивать Ленин и его соратники. Они также начали переводить на латышский язык фрагменты из трудов Маркса.
Наиболее острыми публикации газеты были при Райнисе, который призвал к сотрудничеству бывших однокашников из Дерптского университета, установил контакты с лидером германских социал-демократов Августом Бебелем. Осенью 1893 года Райнис был участником Третьего конгресса II Интернационала в Швейцарии и нелегально привёз оттуда социалистическую литературу.
В газете печаталась супруга Райниса, поэтесса Аспазия, выступавшая против устаревших взглядов о роли женщины в обществе.
Литературный критик Янис Янсонс (Браунс) опубликовал в газете реферат «Мысли о литературе нового времени», в котором призывал латышских литераторов показывать проблемы общества, а не углубляться в мир человеческих чувств, уходя от реальности.

## Названия
Во время революции 1905 года и в период её подавления газета меняла названия и выходила под именами:
- «Jaunā Dienas Lapa» (1905—1906),
- «Mūsu Laiki» (1906—1907),
- «Jaunā Dienas Lapa» (1907),
- «Mūsu Dzīve» (1907),
- «Baltija» (1907),
- «Rīgas Apskats» (1907—1908),
- «Jaunā Dienas Lapa» (1908—1918).

## Редакторы
- Фрицис Бергманис (1886—1888),
- Пётр Стучка (1888—1891, 1895—1897),
- Райнис (1891—1895),
- П.Бисниекс (1893, 1895, 1898),
- П.Залите (1898—1903),
- В.Бекерис (1904—1905),
- Я.Якобсонс и К.Озолиньш (1905),
- Я. Янсон-Браун (1905).

В 1897 году «Новое течение» было разгромлено, а газета закрыта.